# Acid Black Cherry
Acid Black Cherry je sólový projekt japonského muzikanta Yasu. Skupinu založil v roce 2007 po svém odchodu ze skupiny Janne Da Arc, která oznámila na dobu neurčitou pauzu. Název je často uváděn zkratkou A.B.C. Prvním singl "Spell Magic" vyšel 18. 7. 2007.

## Yasu
Japonský rockový zpěvák, hudebník, skladatel a hudební producent, v současné době u vydavatelství AVEX Trax. V hudebním byznysu debutoval jako zpěvák hudební skupiny Janne Da Arc. Jeho pravé jméno je Hayashi Yasunori (林保徳), narodil se 27. ledna 1975 v Hirakatě. Přiznal se k bisexualitě, jeho idol je Hyde z L'Arc~en~Ciel. Yasu jednou řekl, že jeho milostné písně jsou vlastně věnovány jemu. Označuje jej za "kami-sama", což je označení pro božstvo.

## Other
- jealkb - ROSES (2007.05.16, "D")
- Karaage!! (2008.02.25, "Fuyu no Maboroshi")
- kiyo - ARTISAN OF PLEASURE (2008.06.25, "Tears")
- 20-nen 200 Kyoku (2008.07.23, "Spell magic")
- 20 Years 200 Hits Complete Best + a Love Hi-Quality CD Edition Box (2009.03.04, "SPELL MAGIC")
- Hayate - Haya! ~Hayauta NON STOP Mega Mix~|Hayate - Haya! Hayate - Haya! ~Hayauta NON STOP Mega Mix~ (2009.03.11, "20+∞Century Boys")
- Siam Shade Tribute (2010.10.27, "1/3 no Junjou na Kanjou")
- Siam Shade Tribute vs Original (2010.10.27, "1/3 no Junjou na Kanjou")
- Parade II -Respective Tracks of Buck-Tick- (2012.07.04, "Romanesque")